# Едит Рузвелт
Едит Рузвелт (на английски: Edith Kermit Carow Roosevelt) е втората съпруга на президент Теодор Рузвелт и първа дама на САЩ от 1901 до 1909 година.
Тя се ражда в богато семейство и е отгледана като истинска лейди. Двамата с Теодор израстват като съседи и най-добри приятели, докато той не заминава да учи в унивеститета в Харвард. Едит дори присъства на неговата сватба с първата му съпруга Алис Хатауей Лий Рузвелт, която умира едва на 22 години. Около една година след нейната смърт Рузвелт предлага женитба на Едит и тя приема.
Едит Рузвелт си извоюва правото да реорганизира и модернизира президентската резиденция, като я превръща в удобно и изискано местопребиваване за сумата от $475 000. Тя избира и името „Белият дом“ и прави кабинет за Първата дама на САЩ. Успява да запази личния им живот далече от репортерите.
Освен дъщерята от първия му брак, двамата заедно имат още 5 деца – 4 сина и една дъщеря. Едит умира на 87 години, почти 3 десетилетия след смъртта на нейния съпруг.